# Le Juge et l'Assassin
Pour plus de détails, voir Fiche technique et Distribution.
Le Juge et l'Assassin est un film de procès dramatique et historique français réalisé par Bertrand Tavernier, sorti au cinéma en 1976. L'histoire est inspirée de la vie du tueur en série Joseph Vacher à la fin du XIXe siècle.

## Synopsis
En 1893, Joseph Bouvier, ancien sergent d'infanterie réformé en raison de ses crises de violence, tire sur la fille qu'il poursuit, Louise, avant de retourner son arme contre lui. Elle survit et lui aussi, malgré les deux balles restées logées dans sa tête. Esprit simple et exalté, nourri de slogans anarchistes, il devient vagabond à la suite de sa libération de l'asile où son geste l'avait conduit. Dès lors, parcourant la France à pied, il égorge et viole sur son chemin de jeunes bergers ou bergères.
S'intéressant à cette affaire, un juge de province, Émile Rousseau, suit patiemment Bouvier à la trace. Une fois l'assassin arrivé dans sa région, il obtient son arrestation sur la base d'un signalement composé à partir de témoignages. Si Bouvier pense qu'on va le soigner, Émile Rousseau, par arrivisme, s'efforce de ne pas croire à sa folie. Voyant dans cette affaire l'occasion unique d'une promotion, il instaure une relation de confiance avec Bouvier, base d'une mécanique huilée pour obtenir des aveux complets et sa condamnation à mort.
Le film se déroule sur le fond d'une France déchirée, mentionnant aussi bien l'affaire Dreyfus (1894-1906) que les luttes ouvrières aboutissant à la création de la CGT (1895).

## Fiche technique
- Titre : Le Juge et l'Assassin
- Titre international : The Judge and the Assassin
- Réalisation : Bertrand Tavernier, assisté de Claude Othnin-Girard et Caroline Huppert
- Scénario : Jean Aurenche, Pierre Bost et Bertrand Tavernier
- Producteur : Raymond Danon
- Sociétés de production : FR3, Société française de production et Lira Films
- Producteur délégué : Ralph Baum
- Pays de production :  France
- Photo : Pierre-William Glenn
- Décors : Antoine Roman
- Costumes : Jacqueline Moreau et Yvette Bonnay (de)
- Musique : Philippe Sarde
- Parolier des chansons du film : Jean-Roger Caussimon
- Orchestrations : Hubert Rostaing
- Direction d'orchestre : Carlo Savina
- Ingénieur du son : William Flageollet
- Montage : Armand Psenny
- Postproduction : Michel François
- Format : couleur - Eastmancolor - 1.85:1
- Son : monophonique
- Format du DVD : 2.35:1 - CinémaScope anamorphique - 35 mm
- Genre : drame et historique
- Langue : français
- Durée : 128 minutes
- Date de sortie : 10 mars 1976
- Sociétés de distribution : Fox-Lira (France) et Libra Films ( États-Unis)
- Box-office France : 913 557 entrées[2]
- Affiche : René Ferracci (France)

## Distribution
- Michel Galabru : Joseph Bouvier
- Philippe Noiret : le juge Rousseau
- Isabelle Huppert : Rose
- Jean-Claude Brialy : le procureur de Villedieu
- Renée Faure : Mme Rousseau
- Cécile Vassort : Louise Lesueur
- Yves Robert : le professeur Degueldre
- Jean-Roger Caussimon : le chanteur des rues
- Jean Bretonnière : le député
- Monique Chaumette : la mère de Louise
- Jean-Pierre Leroux : Radeuf
- Aude Landry : Suzanne, la sœur de Rose
- Michel Fortin : le chirurgien de l'hospice
- Daniel Russo : le gardien
- Jean-Pierre Sentier : un journaliste
- François Dyrek : le cheminot libéré
- Christine Pascal : une gréviste (non créditée)
- Marcel Azzola : un gréviste joueur d'accordéon (non crédité)
- Liza Braconnier : la religieuse de l'hôpital
- Arlette Bonnard : la fermière à la soupe
- Jean Amos : le gardien-chef
- Gilbert Bahon, René Morard, Henri Vart : les roulants
- Jean-Claude de Goros : le docteur Dutourd
- Yvon Lec : le supérieur mariste
- Eddy Ross : le premier curé
- Bob Morel : l’Âne Rouge
- Maurice Jacquemont : le curé de Saint-Robert
- Catherine Verlor : Francine Lesueur
- Jean-Marie Galey : un journaliste
- Gérard Jugnot : le photographe
- Gilles Dyrek : Victor
- Antoine Baud : le gendarme à cheval
- Philippe Sarde : le pianiste
- Jean-Francis Gondre : le sous-officier
- Richard Hendry : le syndicaliste
- Didier Haudepin : un gréviste (non crédité)

## Production

### Tournage
Le film a été tourné entre le 30 septembre et le 29 novembre 1975.
Plusieurs scènes ont été filmées sur le chemin de fer du Vivarais entre Tournon et Lamastre, au château de Boulogne ainsi qu'à Thines, Chomérac, Largentière, Privas et aux alentours d'Aubenas en Ardèche. Les scènes de studio ont été tournées aux studios de la Victorine à Nice.

Lieux de tournage
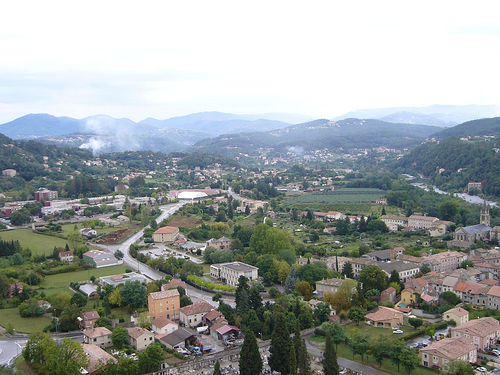
Vue d'Aubenas et de sa campagne environnante.
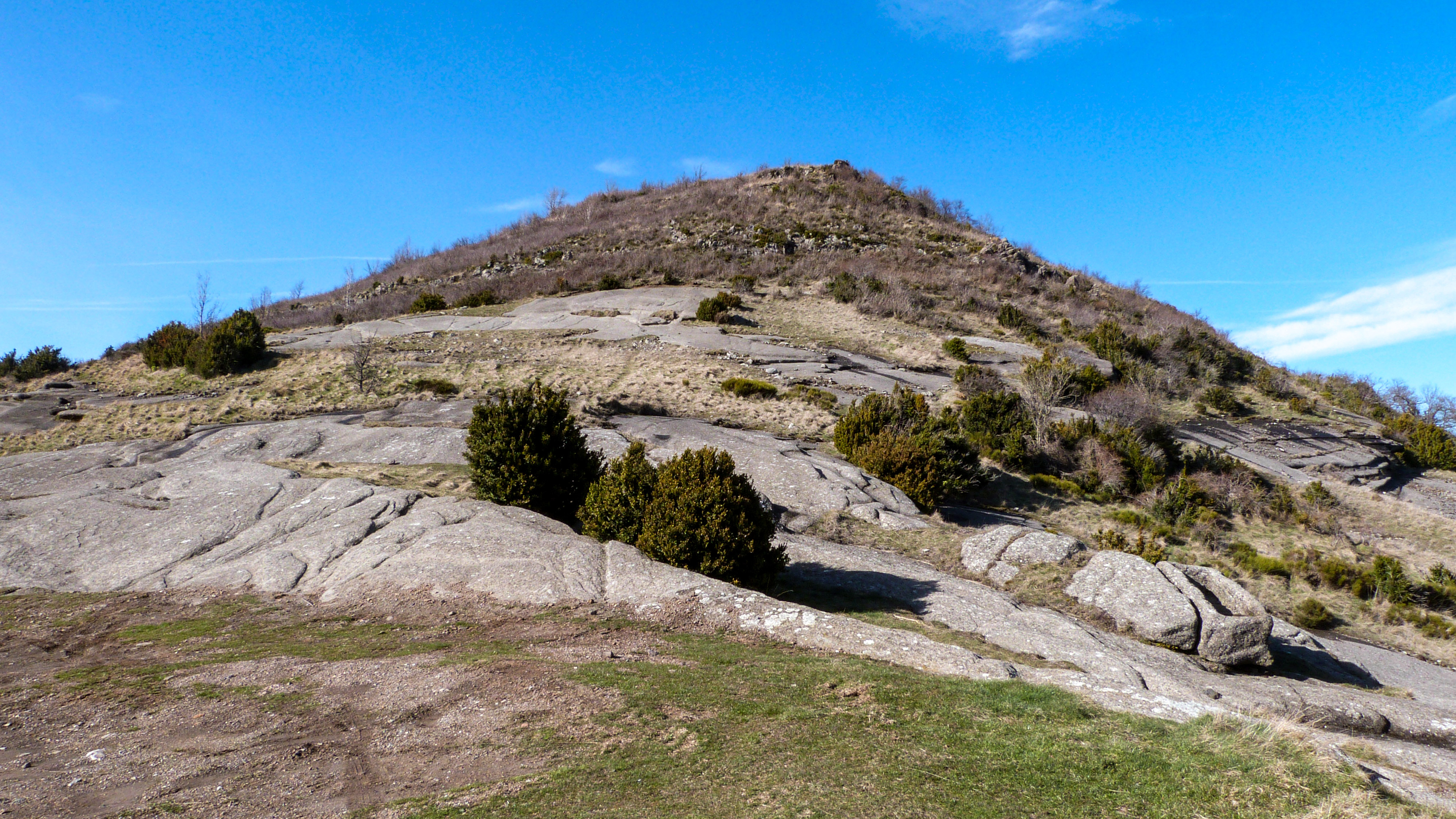
Le Coulet de la Soulière entre Saint-Laurent-sous-Coiron et Saint-Priest, scène de la Fontaine Miraculeuse.
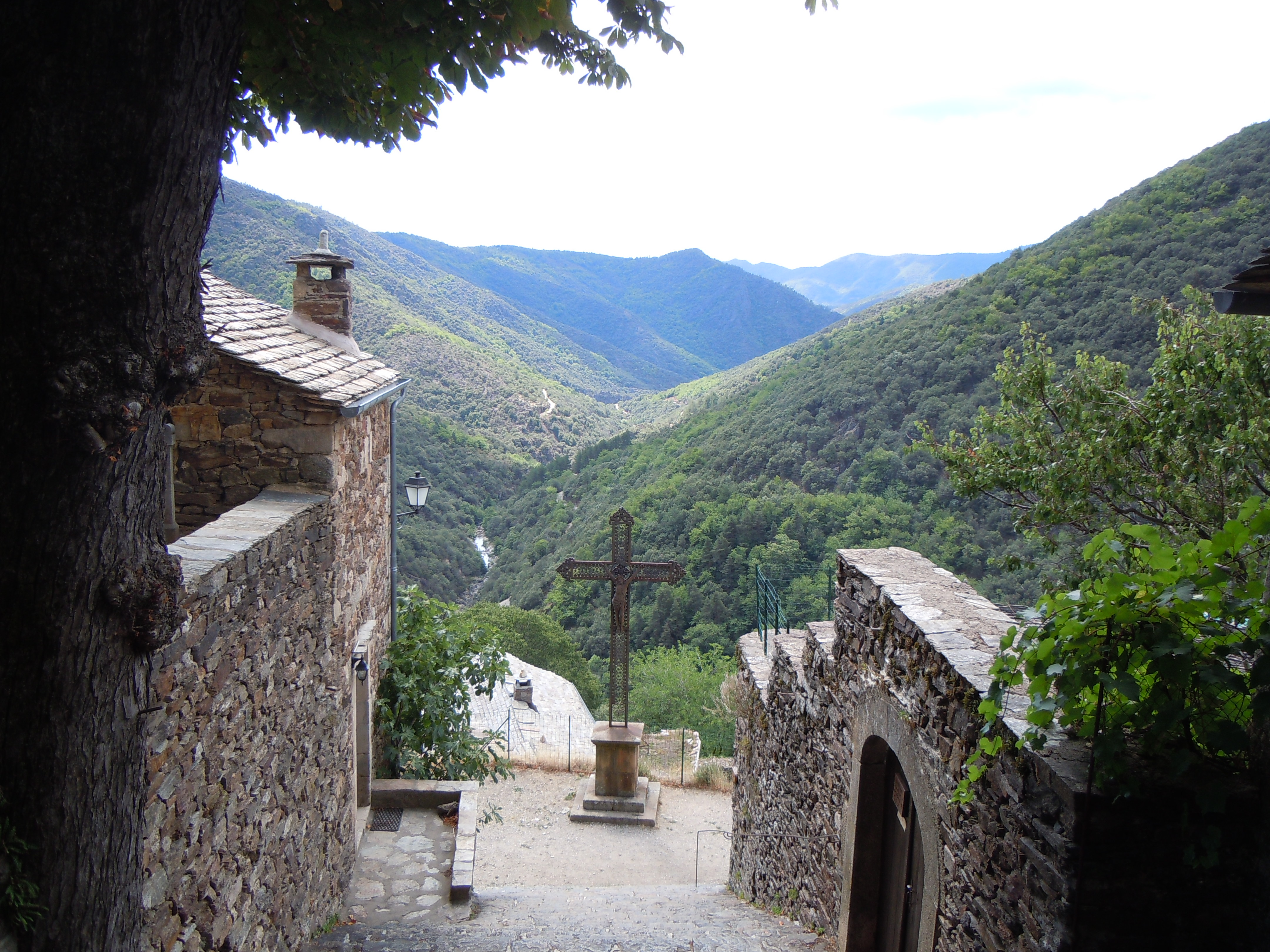
Dans l'escalier de l'église de Thines.
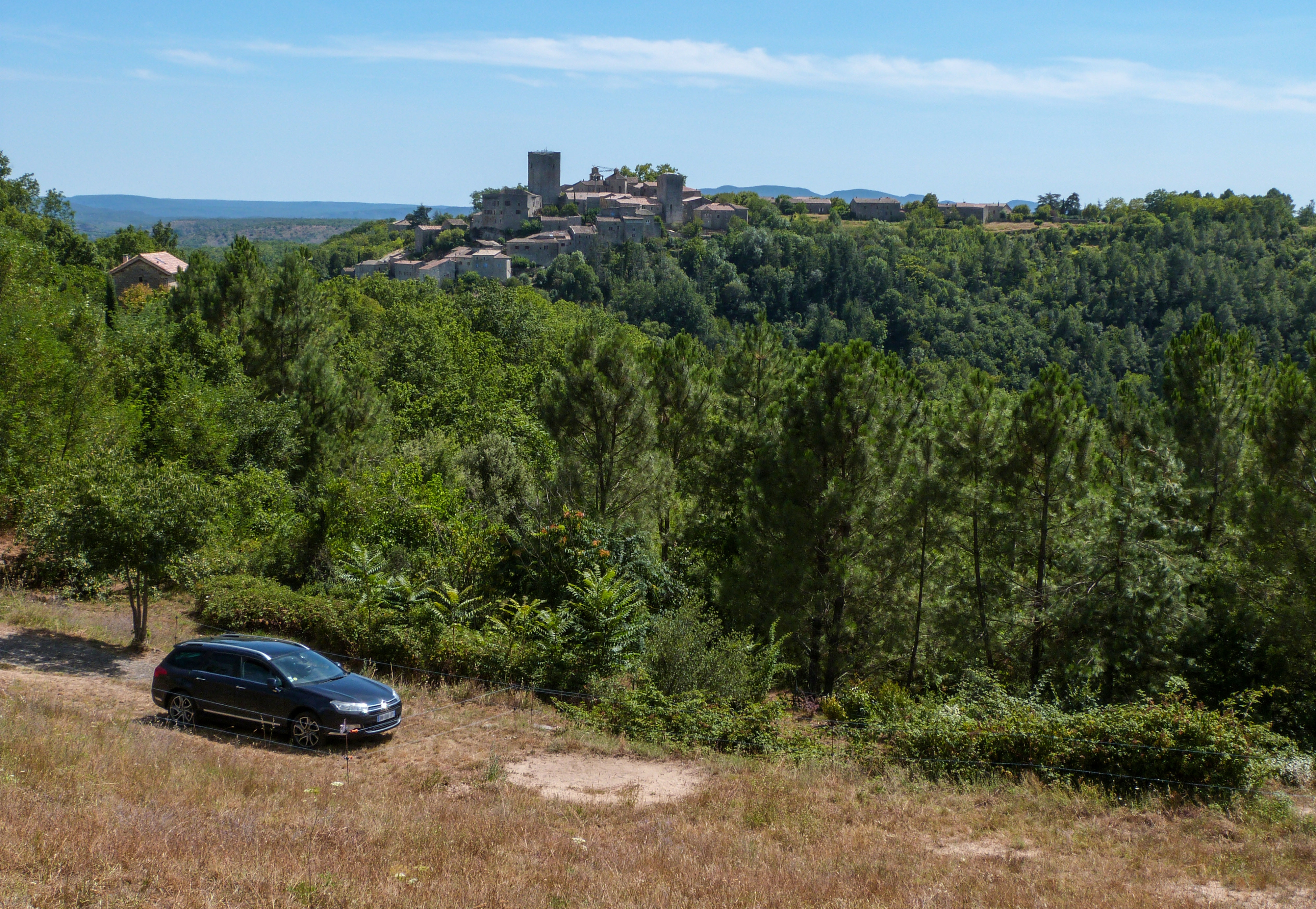
Le village de Montréal vu depuis Largentière, lieu de tournage d'une courte séquence lors de La Complainte de Bouvier l'éventreur[5].
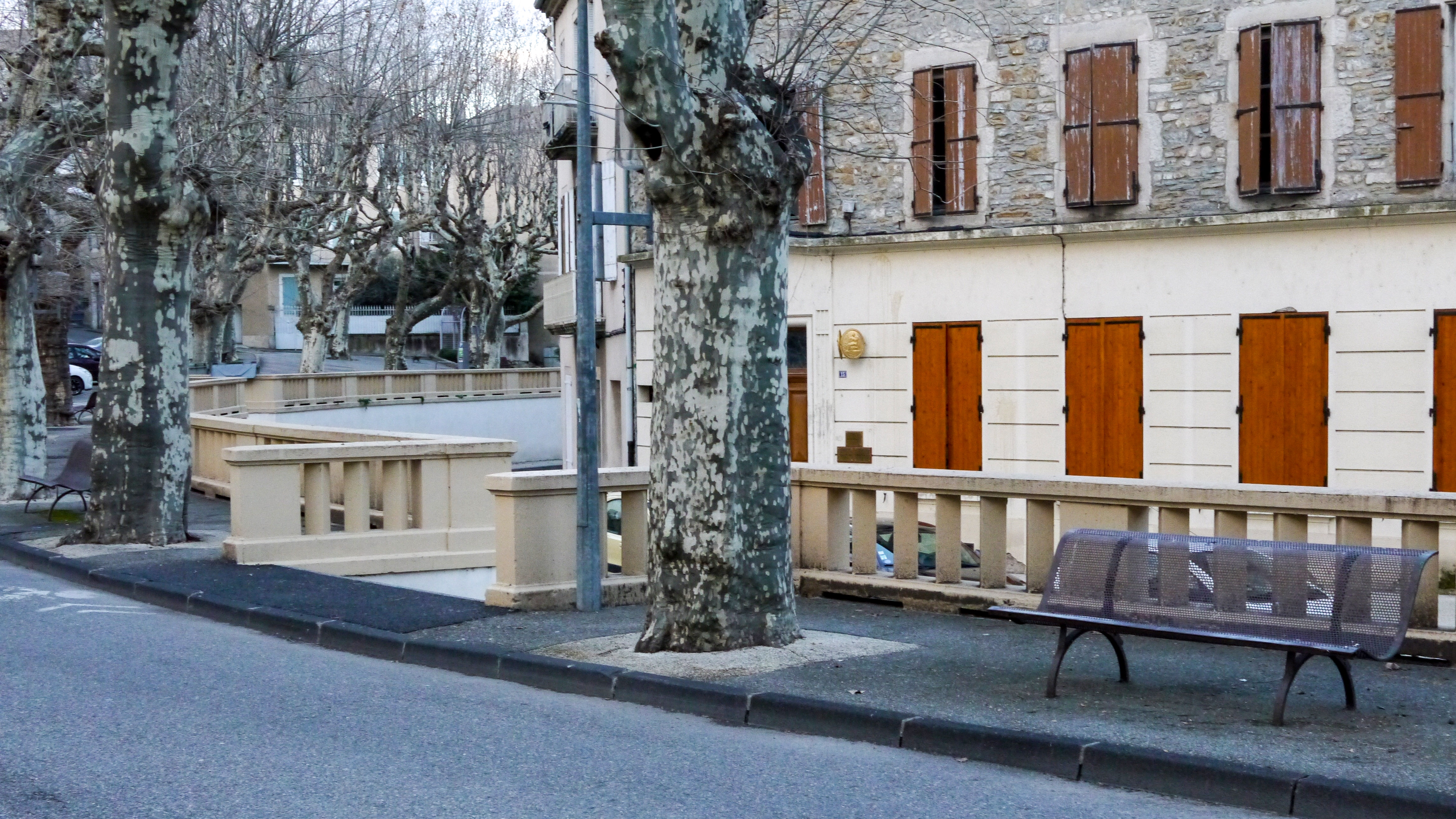
Place du Foiral à Privas, lieu de tournage d'une scène.
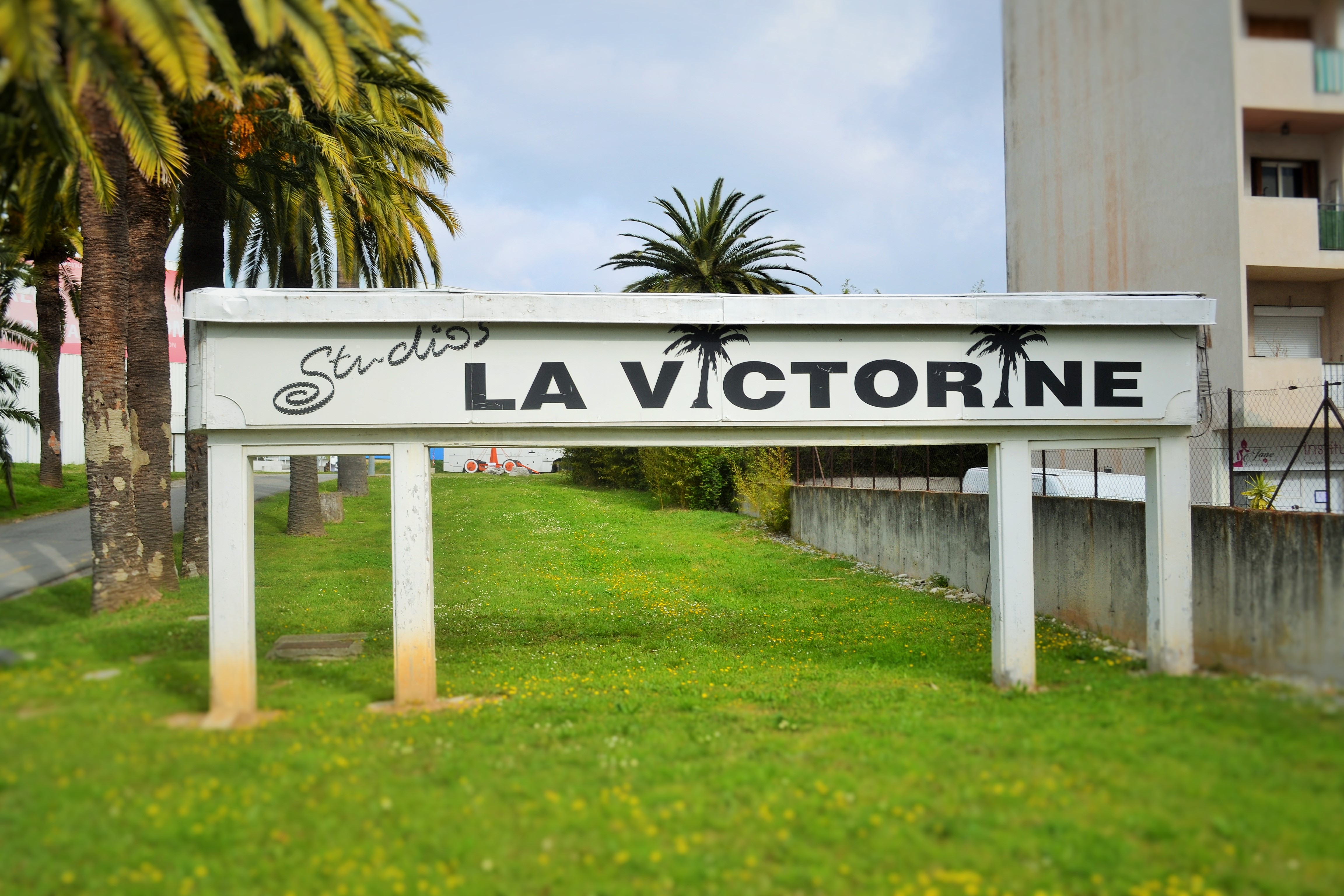
Entrée des studios de la Victorine à Nice.

### Bande originale

#### Musique du film

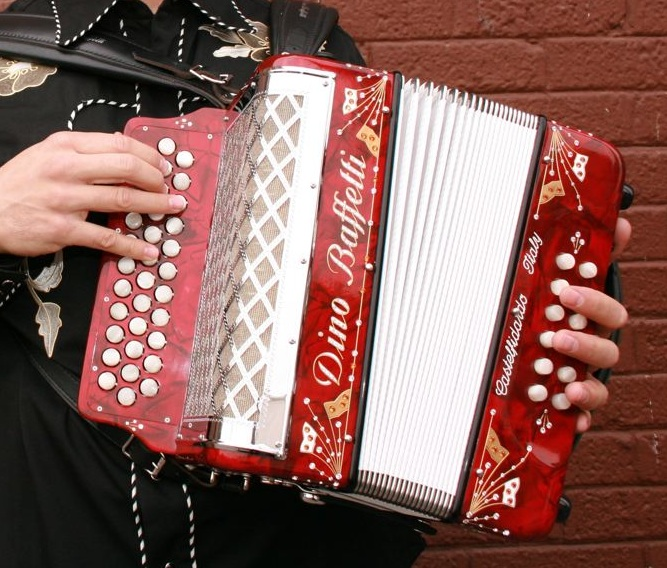
Accordéon diatonique qui a inspiré le thème musical de Bouvier l'éventreur

Pour sa seconde collaboration avec le cinéaste Bertrand Tavernier, le compositeur Philippe Sarde a choisi d'écrire la musique du film avant qu'il ne soit tourné, comme il l'avait fait deux ans plus tôt avec Le Train de Pierre Granier-Deferre. Tavernier a fait lire au musicien le scénario, lui racontant chaque détail et allant même jusqu'à lui jouer certaines scènes. Du coup, Philippe Sarde a préféré composer toute la musique sans regarder une seule image afin d'« éviter le pléonasme ».
En collaboration étroite avec le réalisateur, Sarde a élaboré un « mélange de musique dissonante, ballade, accordéon, musique de 1890 » auquel s'ajoute un quatuor à cordes et quelques vents. Pour Philippe Sarde, les instruments choisis sont comme des acteurs, et dans ce film, l'accordéon symbolise l'aspect populaire de certains personnages comme celui du tueur dément interprété par Michel Galabru ; tandis que les cordes tourmentées se référent tout à la fois à l'apparence bourgeoise imposante et au jeu plus ambigu du juge joué par Philippe Noiret.
Les pistes pour cordes destinées à traduire en musique la folie de Bouvier sont très discordantes, avec une écriture située entre Béla Bartók et Arthur Honegger.
Concernant le Thème de Bouvier, que l'on retrouve sur la piste Pour le temps et pour l'éternité, le compositeur souhaitait le faire jouer par le célèbre accordéoniste Marcel Azzola (avec qui il a collaboré pas moins de 18 fois de 1971 à 1987). Pour plus d'authenticité, Philippe Sarde demande à l'interprète de lui trouver un instrument datant de la fin du XIXe siècle. Azzola parvient alors à dénicher un vieil accordéon diatonique de 1890 qu'il fait réparer et qui possède le son aigre que le compositeur désire, afin de faire entendre cette mélodie plaintive et désespérée qui exprime bien l'état d'esprit de l'assassin. 
Mais pour Bertrand Tavernier, il ne s'agit pas d'une musique de film classiquement axée sur des thèmes ou leitmotivs liés aux personnages. Selon lui : « le propos musical se situe à un autre niveau, il fait d'abord passer la notion de voyage, de régions que l'on traverse, d'errance géographique et mentale ».
L'orchestration et la direction musicale ont été confiées au fidèle Hubert Rostaing, tandis que Carlo Savina a dirigé l'orchestre symphonique qui accompagne le quatuor et les solistes. L'enregistrement s'est effectué dans les studios CTS, Wembley à Londres sous la houlette de l'ingénieur du son William Flageollet.
Publié une première fois en 33 tours chez Saravah en 1976, l'album du Juge et l'assassin a ensuite été réédité dans le 6e CD d'un coffret consacré à l'intégrale 1970-1980 de Jean-Roger Caussimon, paru en édition limitée sur le label Le Chant du monde en 2003.

#### Chansons originales

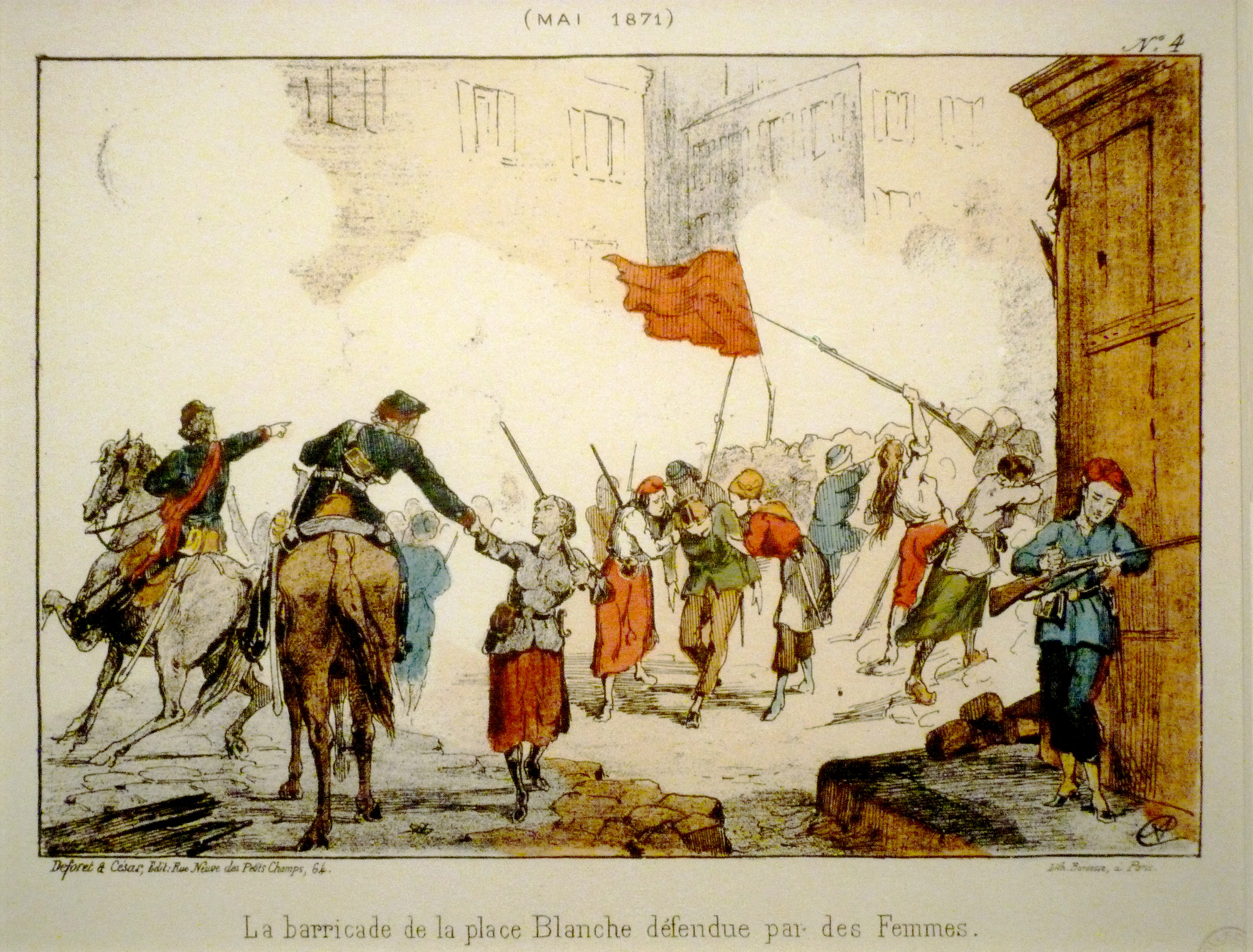
Lithographie représentant la Commune de Paris qui a inspiré la troisième chanson du film.

Avec la collaboration de Jean-Roger Caussimon comme parolier, Philippe Sarde a écrit la musique des trois chansons originales.
La première, intitulée Sigismond le Strasbourgeois, est une chanson aux airs patriotiques qui retrace la vie d'un jeune Alsacien ayant opté pour la France en 1871 et qui choisit de s'engager dans l'armée pour partir dans les colonies. Cette première chanson est interprétée par un patriote « Âne Rouge » à la voix de baryton, dont le rôle est tenu par Robert Morel dit Bob, un ancien membre des services secrets français qui lutta contre les militants de l'Organisation de l'armée secrète (OAS) en Algérie et qui fut garde du corps de Charles de Gaulle. À noter que le pianiste qui accompagne Bob Morel est le compositeur Philippe Sarde lui-même dont c'est la première figuration à l'écran.

La deuxième chanson a été composée sur le mode de la complainte, un genre populaire propre aux chansonniers qui parcouraient les routes, inventaient des chansons s'inspirant de l'actualité, les interprétaient et les vendaient par feuillets. Elle s'appelle La Complainte de Bouvier l'éventreur et est interprétée dans le film par Jean-Roger Caussimon lui-même : 

« Petit berger, jolie bergère, innocent joueur de pipeau, quand vos moutons se désaltèrent à l'onde claire d'un ruisseau. Dans les roseaux, dans les fougères, vous redoutez de voir le loup, ravir un agneau tout à coup et l'emporter dans sa tanière… »

La dernière chanson, qui conclut le film, est quant à elle inspirée des chants révolutionnaires de la Commune de Paris. Elle s'intitule La Commune est en lutte et sert à deux reprises d'illustration sonore au film : la première fois — interprétée par Michel Galabru — lorsque Joseph Bouvier attend les gendarmes, en étant encerclé par les bergers qui l'ont pris en flagrant délit, et la seconde fois lors de la scène finale qui retrace une grève ouvrière réprimée par la gendarmerie. Cette dernière chanson a fait l'objet de plusieurs interprétations : par Jean-Roger Caussimon en 1977, au concert de Jean-Roger Caussimon  au Théâtre de la Ville en 1978, par Serge Utgé-Royoet par Dominique Grange.
| Liste des morceaux | Liste des morceaux                   | Liste des morceaux                 | Liste des morceaux | Liste des morceaux | Liste des morceaux | Liste des morceaux | Liste des morceaux | Liste des morceaux | Liste des morceaux |
| No                 | Titre                                | Interprète(s)                      | Durée              |                    |                    |                    |                    |                    |                    |
| ------------------ | ------------------------------------ | ---------------------------------- | ------------------ | ------------------ | ------------------ | ------------------ | ------------------ | ------------------ | ------------------ |
| 1.                 | Le Juge et l'Assassin                |                                    | 3:20               |                    |                    |                    |                    |                    |                    |
| 2.                 | La Complainte de Bouvier l'éventreur | Jean-Roger Caussimon               | 3:25               |                    |                    |                    |                    |                    |                    |
| 3.                 | Première lettre à Louise             |                                    | 2:00               |                    |                    |                    |                    |                    |                    |
| 4.                 | Bouvier échappe aux gendarmes        |                                    | 1:45               |                    |                    |                    |                    |                    |                    |
| 5.                 | « Pour le temps et pour l'éternité » |                                    | 1:15               |                    |                    |                    |                    |                    |                    |
| 6.                 | La Commune est en lutte              | Isabelle Huppert et les ouvrières… | 1:50               |                    |                    |                    |                    |                    |                    |
| 7.                 | La Commune est en lutte              | Jean-Roger Caussimon               | 3:15               |                    |                    |                    |                    |                    |                    |
| 8.                 | L'Hospice                            |                                    | 1:00               |                    |                    |                    |                    |                    |                    |
| 9.                 | Sigismond le strasbourgeois          | Bob Morel                          | 3:00               |                    |                    |                    |                    |                    |                    |
| 10.                | Bal de nuit                          |                                    | 2:00               |                    |                    |                    |                    |                    |                    |
| 11.                | Promenade (extrait)                  | Isabelle Huppert, Philippe Noiret  | 1:15               |                    |                    |                    |                    |                    |                    |
| 12.                | Le Juge et la communiante            |                                    | 1:00               |                    |                    |                    |                    |                    |                    |
| 13.                | Bouvier l'anarchiste de Dieu         |                                    | 1:15               |                    |                    |                    |                    |                    |                    |
| 26:20              |                                      |                                    |                    |                    |                    |                    |                    |                    |                    |

## Autour du film
- Le film est inspiré de faits réels : le parcours sanguinaire de Joseph Vacher[34], suspecté d'avoir tué au moins vingt personnes à la fin du XIXe siècle. Vacher est un personnage historique bien connu des criminologues, qui peut être considéré pour la France comme le pendant de Jack l'Éventreur pour l'Angleterre. Dans le film, le personnage de Bouvier a même accroché dans sa cellule une affiche représentant Vacher agressant une bergère, tirée d'un numéro du Petit Journal paru en 1898 et montrant un homme agressant une jeune femme, avec pour légende : « Un nouveau Vacher »[35].
- D'autres personnages historiques sont le juge Émile Fourquet (1862-1936) cherchant une gloire personnelle d'ordre social, et le professeur de médecine légale et militaire Alexandre Lacassagne (1843-1924) qui partageait les opinions de Fourquet[36], respectivement représentés dans le film par le juge Rousseau et le professeur Degueldre.
- La collaboration entre Bertrand Tavernier et Jean Aurenche pour l'écriture de ce film est évoquée dans le documentaire Jean Aurenche, écrivain de cinéma d'Alexandre Hilaire et Yacine Badday.
- Le film se situe exactement à l'époque où les neuropsychiatres français qualifiaient les vagabonds d'« aliénés migrateurs » atteints de « dromomanie »[36].

## Distinctions

### Récompenses
- Césars 1977 :
  - César du meilleur acteur pour Michel Galabru
  - César du meilleur scénario original ou adaptation pour Jean Aurenche et Bertrand Tavernier

### Nominations
- Césars 1977 :
  - nomination au César du meilleur film
  - nomination au César du meilleur réalisateur pour Bertrand Tavernier
  - nomination au César du meilleur acteur dans un second rôle pour Jean-Claude Brialy
  - nomination au César de la meilleure musique écrite pour un film pour Philippe Sarde